# Le jene di Chicago
Le jene di Chicago (The Narrow Margin) è un film noir del 1952 diretto da Richard Fleischer.

## Trama
Due investigatori della polizia sono incaricati di scortare la signora Neal, la vedova di un gangster, perché possa testimoniare in tribunale e soprattutto consegnare la lista di nomi contenuta nella preziosa agenda del defunto marito. Quando il più esperto dei due, Gus Forbes, rimane fatalmente vittima di un agguato nel momento stesso in cui stanno prelevando la donna dal luogo in cui era tenuta sotto custodia, il sergente Walter Brown è costretto ad affrontare da solo la pericolosa missione che era stata loro affidata.
Durante il lungo viaggio in treno da Chicago a Los Angeles, Brown deve proteggere la scontrosa signora Neal, tenendola nascosta alla coppia di criminali che danno la caccia alla donna, ma non ne conoscono l'aspetto. Deve anche respingere un tentativo di corruzione da parte di uno dei gangster, a cui sarebbe favorevole la stessa signora Neal, che vorrebbe ricavare denaro dalla vendita della lista di nomi, e deve evitare di coinvolgere nello scontro gli inconsapevoli viaggiatori, fra i quali la graziosa signora Sinclair e il suo curioso figlioletto Tommy, che si accorge subito dello strano comportamento del poliziotto e lo prende per un ladro.
Brown scoprirà però che le cose non sono come sembrano ed è stato ingannato fin dal principio. Un corpulento e sospettoso viaggiatore è in realtà un poliziotto delle ferrovie, che gli è d'aiuto quando sventa un primo tentativo da parte dei criminali di eliminare la signora Neal. Ed è la stessa signora Sinclair a rivelargli, quando lui la avverte di averla forse messa involontariamente in pericolo, che in realtà è proprio lei la signora Neal, sostituita per sicurezza da un'agente degli affari interni, e che non c'è alcun rischio che la lista di nomi possa essere sottratta dai criminali, perché è stata inviata direttamente per posta al tribunale. Brown scopre troppo tardi la verità per riuscire a salvare la finta signora Neal da una nuova aggressione mortale, ma porta a destinazione sana e salva quella vera.

## Critica
Prodotto a basso costo, è stato giudicato un «piccolo gioiello di tensione ed efficacia narrativa», «ricco di suspense claustrofobica».
Per Fleischer, è stato notato, «l’opera è un ottimo esercizio di stile negli spazi angusti di un treno (...) infila anche tocchi umoristici che non guastano (il ragazzino impiccione, il passeggero grasso)».

## Riconoscimenti
È stato candidato ai Premi Oscar 1953 per il miglior soggetto.

## Rapporti con altre opere
Ne è stato realizzato un remake nel 1990, Rischio totale, diretto da Peter Hyams e interpretato da Gene Hackman.